# Asterix und der Arvernerschild
Asterix und der Arvernerschild (französischer Originaltitel: Le bouclier Arverne) ist der elfte Band der Asterix-Reihe und erschien im Jahr 1968 auf Französisch – zunächst in den Pilote-Ausgaben 399–421 – und 1972 auf Deutsch. Der Comic wurde von René Goscinny getextet und von Albert Uderzo gezeichnet. In ihm begleiten die beiden Helden Asterix und Obelix ihren Häuptling Majestix auf eine Kur in das Arvernerland, wobei sie den Römern auf deren Suche nach dem verschollenen Schild des Vercingetorix in die Quere kommen.

## Handlung
Vercingetorix hat sich Caesar nach der Schlacht um Alesia unterworfen und ihm seine Waffen zu Füßen gelegt – bzw. auf die Füße geworfen. Caesar, nur mit seinem schmerzenden Fuß beschäftigt, hat die Waffen samt einem großen Rundschild zurückgelassen. Am Abend stiehlt ein römischer Bogenschütze den Schild. Er verliert ihn bald beim Würfelspiel gegen einen anderen Legionär. Dieser allerdings ist ohne Ausgangserlaubnis unterwegs und wird von seinem betrunkenen Zenturio überrascht, der ihm den Schild abnimmt und ihn bei einem gallischen Wirt in Alesia gegen eine Amphore Wein eintauscht. Dieser wiederum überlässt den Schild einem getreuen Anhänger des Vercingetorix. Diese Vorgeschichte wird auf der ersten Seite des Comics in immer kleiner werdenden Bildern erzählt, sodass man am Schluss die beteiligten Personen nicht mehr erkennen kann.
Nach diesem Vorspann folgt ein Zeitsprung: Jahre nach der Schlacht leidet Majestix, der Häuptling des kleinen gallischen Dorfes, an einer schmerzhaften Krankheit. Nach der Diagnose des Druiden Miraculix hat er ein Leberleiden und beim letzten Festmahl zu tüchtig zugelangt. Miraculix schlägt eine Kur im Arvernerland (der heutigen Auvergne) vor, zu der Majestix in Begleitung von Asterix und Obelix aufbricht. Asterix und Obelix lösen jedoch eine Krise in der Kuranstalt aus, da sie vor den Augen der ausgehungerten Diätpatienten ihren üblichen Essensgewohnheiten folgen. Schließlich schickt Majestix sie auf eine kleine Rundreise und will sich nach Beendigung seiner Kur mit ihnen in Gergovia treffen.
Auf ihrer Reise treffen Asterix und Obelix auf den Tribun Tullius Firlefanzus, der in einer Sänfte unterwegs ist. Unwirsch angewiesen, für die Sänfte Platz zu machen, verprügeln sie den Tribun und sein Gefolge. Tullius Firlefanzus gibt im Zuge der Auseinandersetzung die Sentenz Audaces fortuna juvat! von sich, die etwa Plinius der Ältere beim Ausbruch des Vesuvs 79 n. Chr. geäußert haben soll.
Beobachtet wird der Kampf von dem Wein- und Kohlenhändler Alkoholix, der die Sieger begeistert zu sich nach Hause nach Gergovia einlädt. Tullius Firlefanzus hingegen reist nach Rom und erstattet bei Caesar Bericht. Erzürnt beschließt Caesar, sich in einem Triumphzug auf dem Schild des Vercingetorix tragen zu lassen, muss aber feststellen, dass der Schild nicht unter den nach Rom überführten Beutestücken ist. Er gibt Firlefanzus den Befehl, ins Arvernerland zurückzukehren und ihn dort ausfindig zu machen. Dabei kommt es prompt zu einem zweiten Zusammenstoß mit Asterix und Obelix.
Die Suche der Römer nach dem Schild bleibt erfolglos. Schließlich wird der Legionär Gaius Faulus verkleidet losgeschickt, um die Gallier in Gergovia auszuhorchen. Faulus betrinkt sich jedoch in Alkoholix’ Wirtsstube und plaudert Caesars Plan aus. Asterix und Obelix beschließen, Caesar einen Strich durch die Rechnung zu machen und den Schild selbst ausfindig zu machen. Sie arbeiten nun all die Stationen ab, die im Vorspann des Comics gezeigt wurden, und landen schließlich wieder bei Alkoholix. Dieser berichtet nun, dass er der Gastwirt war, der damals den Schild einem treuen Anhänger des Vercingetorix übergeben hatte, und unterbricht sich selbst höchst erstaunt: „Dasch ischt er!“ Zur Tür ist, abgemagert und mit faltigem Gesicht, Majestix hereingetreten, der nach Beendigung seiner Kur auf der Suche nach Asterix und Obelix ist.
Es stellt sich heraus, dass Majestix als junger, schlanker Krieger den Schild des Vercingetorix in seine Obhut genommen hat und sich seitdem nicht mehr davon getrennt hat: Der blau-silberne runde Schild, auf dem Majestix meistens von zwei Trägern getragen wird, ist also der Schild des Vercingetorix. Die Gallier veranstalten kurz darauf einen Triumphzug mit Majestix auf dem Schild vor der Stadt. Caesar, der inzwischen ins Arvernerland gereist ist, muss feststellen, dass die Trophäe in den Händen der Gegner ist.
Majestix kehrt mit seinen Getreuen in das kleine gallische Dorf zurück. Da er auf dem Rückweg in den gleichen kulinarischen Etablissements Station macht wie auf dem Hinweg, hat seine Figur bei der Heimkehr bereits wieder den gleichen Umfang angenommen wie vor Antritt der Reise. Gutemine, seine Frau, untersagt ihm deshalb, an dem abschließenden Festmahl teilzunehmen.

## Anmerkungen

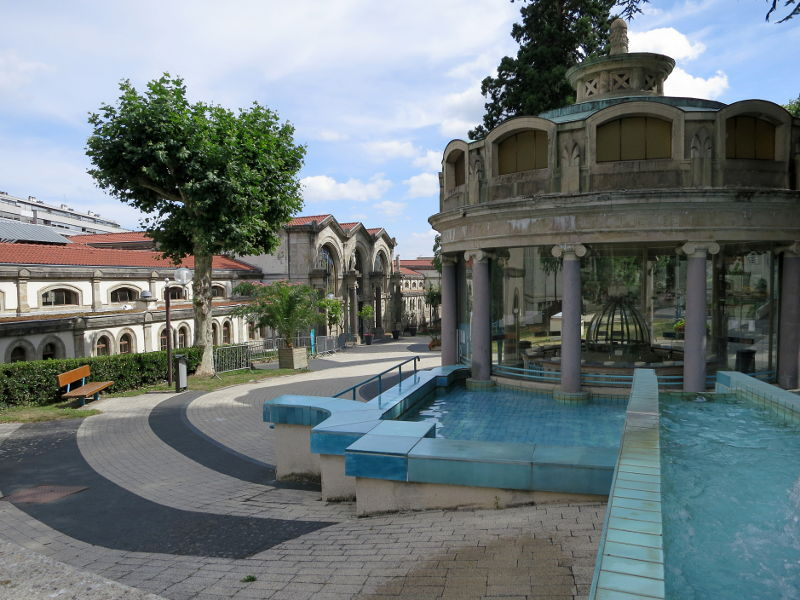
Die Source Eugénie in Royat, links im Hintergrund das von Agis-Léon Ledru entworfene Thermalgebäude

### Bezüge innerhalb der Reihe
In dieser Geschichte hat Majestix’ Ehefrau Gutemine ihren ersten großen Auftritt. Als noch nicht ausgereifte Figur taucht sie aber schon im Kampf der Häuptlinge auf, dort wird Majestix für den Empfang von Augenblix in seinem Haus von einer blonden Frau eingekleidet.
Die Spracheigenschaft der Arverner, jedes ‚s‘ wie ‚sch‘ zu sprechen, ist bereits im früheren Abenteuer Die goldene Sichel vorhanden.
Der Wirt Alkoholix hat in Asterix auf Korsika nochmals einen Gastauftritt.

## Comic und Historie
Wie in Asterix, der Gallier wird gezeigt, wie Vercingetorix seine Waffen auf Cäsars Füße wirft. Dies ist höchstwahrscheinlich aber nie so abgelaufen, da durch Cäsars Spruch „Vercingetorix deditur, arma proiciuntur.“ angenommen wird, dass der Arvernerhäuptling dem Diktator gefesselt vorgeführt wurde.
Rundschilde waren bei den Galliern übrigens selten. Gallische Schilde waren von ovaler oder rechteckiger Gestalt und meist aus Holz, mit Leder überzogen.

## Veröffentlichung
In Frankreich erschien die Geschichte erstmals 1967 als Serie in der französischen Zeitschrift Pilote in den Ausgaben 399–421 und wurde 1968 als Album im Verlag Dargaud veröffentlicht. In der deutschen Übersetzung wurde die Geschichte vom Ehapa Verlag 1969 im Magazin MV-Comix (Hefte 12–22) erstmals abgedruckt und 1972 als elfter Band der Asterix-Reihe herausgebracht. 2002 wurde dieser Band neu aufgelegt und erhielt ein neues Titelbild.
Der Band erschien unter anderem auch auf Englisch, Spanisch, Türkisch sowie in den Mundarten Pfälzisch, Steirisch und Mainfränkisch.